# Nevelwoud

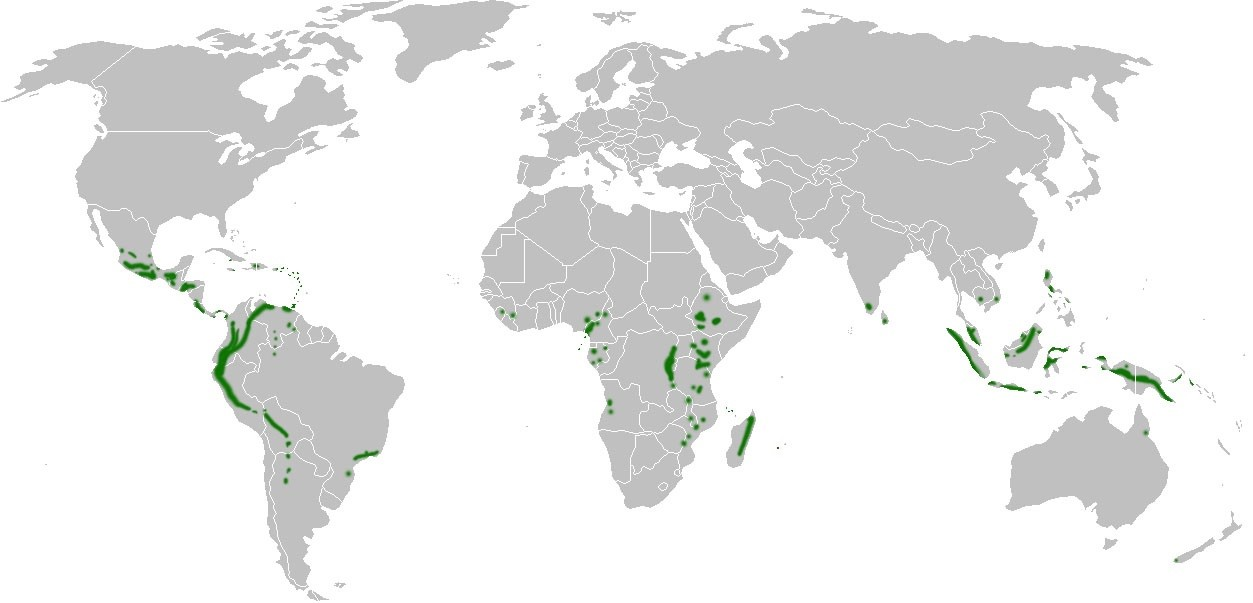
Tropische nevelwouden in de wereld

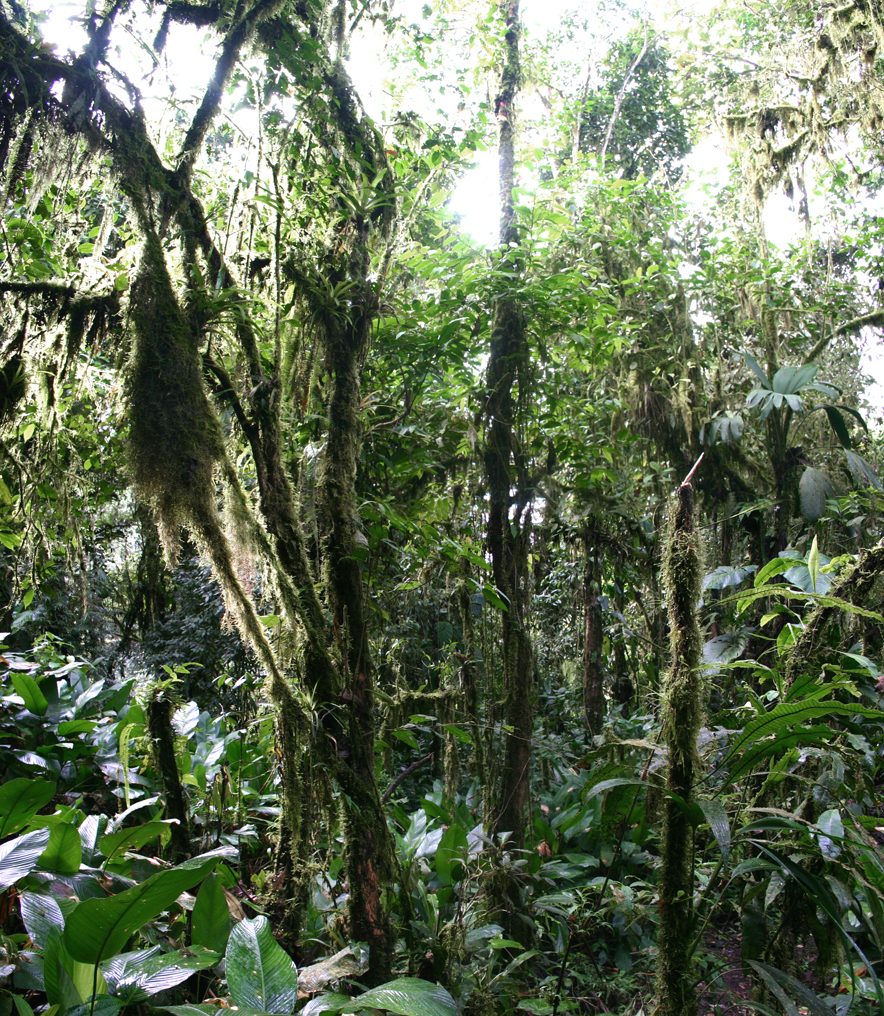
Nevelwoud Santa Lucia bij Nanegal, Ecuador

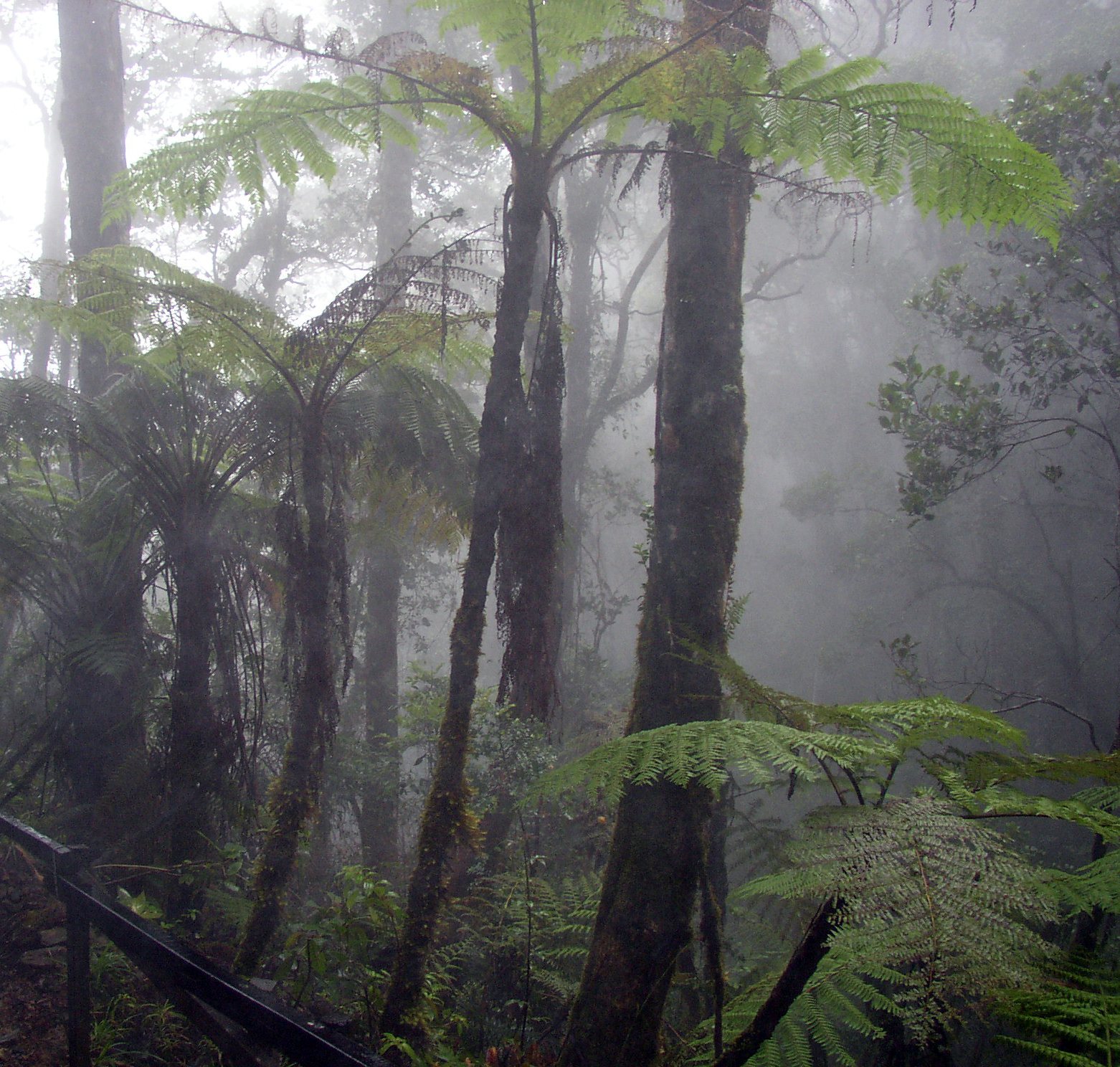
Nevelwoud op de helling van de Mount Kinabalu met boomvarens.

Een nevelwoud is een specifiek soort regenwoud dat zich tegen een berghelling bevindt. Nevelwouden komen voor in onder andere Midden- en Zuid-Amerika, Oost- en West-Afrika, Indonesië, Maleisië, op de Filipijnen, Papoea-Nieuw-Guinea en de Caraïben.
Ook in de gematigde klimaatzone bevinden zich nevelwouden zoals op de Azoren, in Noord-Amerika en Nieuw-Zeeland.
Zoals de naam al aangeeft is een nevelwoud, dat zich over het algemeen tussen de 1500 en 3000 meter hoogte bevindt, met hoge regelmaat in nevelen gehuld. Deze ontstaan als warme lucht uit lager gelegen gebieden botst tegen de steile berghellingen en daardoor stijgt. Bij het stijgen condenseert het vocht in de lucht tot fijne druppeltjes: de nevel.
Nevelwouden kennen door hun hoge vochtigheidsgraad een heel specifieke flora. Boomtakken en stammen zijn meestal behangen met dikke pakketten van mossen, varens, bromelia's en orchideeën. Nevelwouden in Midden-Amerika vormen onder andere het leefgebied van de quetzal.

## Biomen
In de WWF-indeling van 14 biomen vallen de meeste nevelwouden in bioom 01, Tropisch of subtropisch regenwoud, maar enkele vallen ook in 03, Tropisch of subtropisch naaldwoud en zelfs een enkele in 13, Woestijnen en droge struwelen, zoals het hoogland van Zuidwest-Arabië.

## Lijst van bekende gebieden met nevelwoud
- Portugal - Azoren en Madeira
- Spanje - Canarische Eilanden (laurisilva)
- Argentinië - Catamarca and Tucumán
- Costa Rica - Reserva biológica Bosque Nuboso Monteverde
- Chili - Nationaal park Bosque de Fray Jorge
- Cuba -  El Yunque de Baracoa
- Ecuador - Mindo Cloud Forest
- Volksrepubliek China - Yunnanhoogvlakte, berggebieden in zuidelijk en oost China
- Maleisië - Nationaal park Kinabalu (Sabah, Oost-Maleisië).
- Puerto Rico -  El Yunque National Forest
- Taiwan- Natuurreservaten Chiantianshan en het Yuanyangmeer.
- Japan - Delen van het eiland Yakushima
- Australië - Nationaal park Lamington (Queensland)
- West-Papoea en Papoea-Nieuw-Guinea - o.a. het centrale bergland
- Nieuw-Zeeland - Delen van Fiordland, Mount Taranaki en Mount Cargill bij Dunedin.
- Verenigde Staten - Redwood National Park

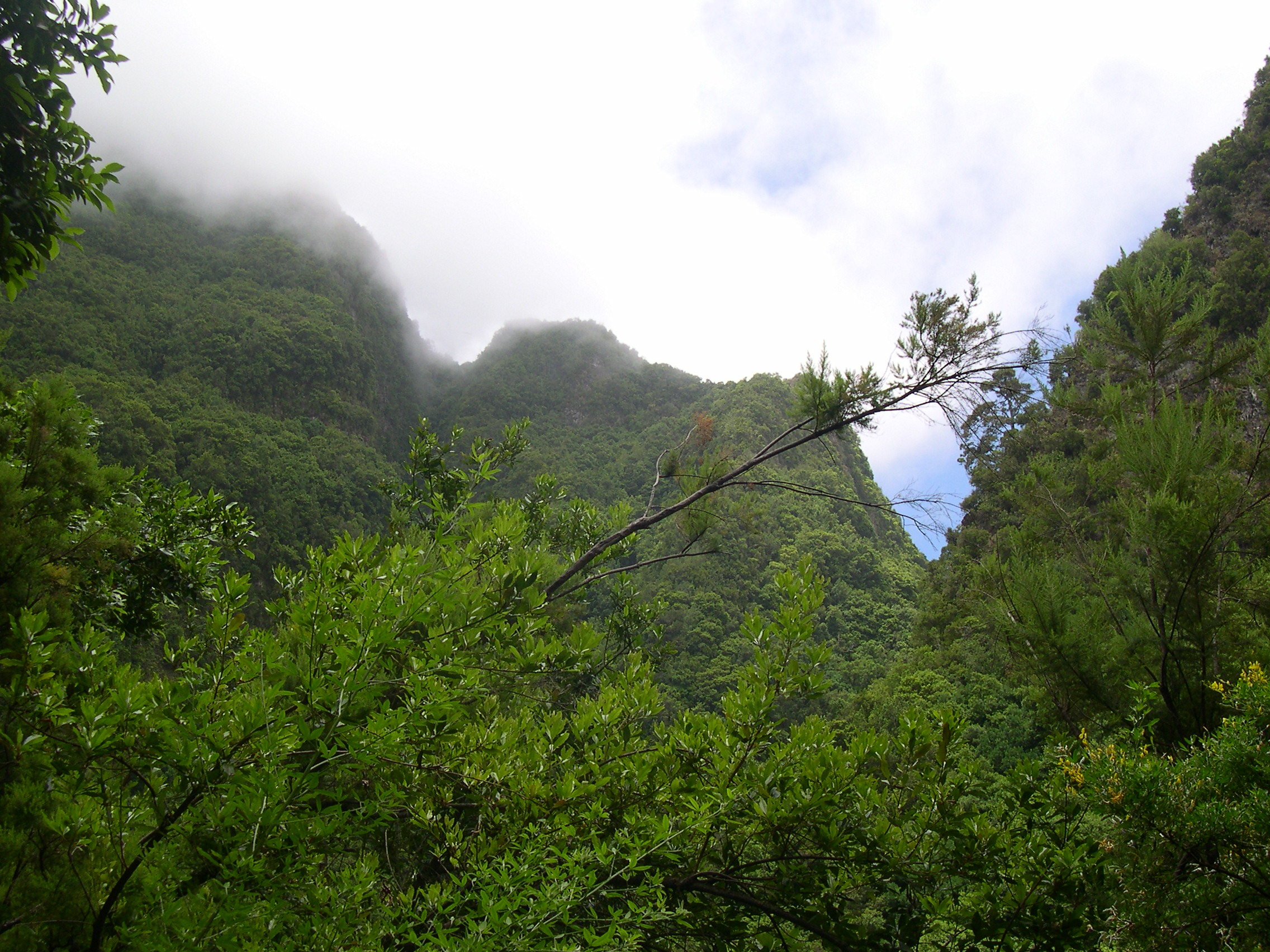
Nevelwoud in de gematigde klimaatzone op La Palma, Canarische Eilanden